# Czałczyn
Czałczyn – wieś w Polsce położona w województwie świętokrzyskim, w powiecie kieleckim, w gminie Łopuszno.
W latach 1975–1998 miejscowość administracyjnie należała do województwa kieleckiego.

## Historia
Czałczyn ( właściwie Czołczyn, Ciołczyn, od źródłosłowu Ciołek) – wieś w powiecie kieleckim, gminie i parafii Łopuszno. 
Według spisu z roku 1827 było tu 17 domów zamieszkałych przez 106 mieszkańców.